# Winged Victory (pel·lícula)
|  | Per al llibre amb el mateix nom vegeu Winged Victory |

Winged Victory és una pel·lícula estatunidenca dirigida per George Cukor, per a la 20th Century Fox i l'exèrcit de l'aire dels Estats Units, estrenada el 1944.

## Argument
Frankie Davis (Lon McCallister), Allan Ross (Mark Daniels) i Pinkie Scariano (Don Taylor) s'allisten a l'exèrcit de l'aire americà amb l'esperança de fer-se pilots. En el seu entrenament, fan amistat amb Irving Miller (Edmond O'Brien) i Bobby Grills (Barry Nelson). I trobaran els èxits, els fracassos i les tragèdies.

## Repartiment
- Lon McCallister: Frankie Davis
- Jeanne Crain: Helen
- Edmond O'Brien: Irving Miller
- Jane Ball: Jane Preston
- Mark Daniels: Alan Ross
- Jo-Carroll Dennison: Dorothy Ross
- Don Taylor: Danny 'Pinkie' Scariano
- Judy Holliday: Ruth Miller
- Lee J Cobb: Doctor
- Red Buttons: Whitey / Andrews Sister
- Barry Nelson: Bobby Crills
- Gary Merrill: Capità McIntyre
- George Reeves: Tinent Thompson
- Karl Malden: Adams
- Martin Ritt: Gleason
- Alan Baxter: Maj. Halper